# Степное Смагино
Степное Смагино — село в Бессоновском районе Пензенской области. Входит в состав Грабовского сельсовета.

## География
Село расположено в центральной части области на расстоянии примерно в 18 километре по прямой к северо-западу от районного центра Бессоновки.
Часовой пояс
Село Степное Смагино как и вся Пензенская область, находится в часовой зоне МСК (московское время). Смещение применяемого времени относительно UTC составляет +3:00.

## Население
| 1747  | 1782 | 1864 | 1877 | 1897 | 1911 | 1926  |
| ----- | ---- | ---- | ---- | ---- | ---- | ----- |
| 506   | ↗787 | ↘456 | ↗577 | ↗701 | ↗946 | ↗1191 |
| 1930  | 1959 | 1979 | 2002 | 2010 |      |       |
| ↗1205 | ↘382 | ↘139 | ↘11  | ↘9   |      |       |

Национальный состав
Согласно результатам переписи 2002 года, в национальной структуре населения русские составляли 45 %, а мордва 55 % из 11 чел..